# Duke Makasi
Duke Makasi (Port Elizabeth, 21 november 1941 - Johannesburg, 25 november 1993) was een Zuid-Afrikaanse tenorsaxofonist in de jazz.

## Biografie
Makasi leidde met Tete Mbambisa de Soul Jazzmen, die in 1969 het album Inhlupenko opnam. In de jaren zeventig richtte hij met Sipho Gumede en Bheki Mseleku de fusion-band Spirits Rejoice op, die twee platen uitbracht en met Paradise Song veel succes had. Daarnaast speelde hij met Jabu Nkosi, Barney Rachabane, Dennis Mpale, Gumede en Enoch Mtlelane in de groep Roots. Later toerde hij met Darius Brubeck.
Met Johnny Fourie en Carlo Mombelli begon hij in 1985 de groep Abstractions, die in 1987 een plaat maakte. Makasi is ook op albums van Abdullah Ibrahim (African Herbs, 1975; Soweto, 1978) en Tete Mbambisa te horen.

## Discografie
- Soul Jazzmen Inhlupenko Distress (City Special 1969, met Tete Mbambisa, Pych Big-T Ntsele, Mafufu Jama)
- Spirits Rejoice African Spaces (Atlantic 1977, met George Tjefumani, Temba Mehlomakulu, Mervyn Africa, Russell Herman, Sipho Gumede, Gilbert Matthews)
- Abstractions On the Other Side, (Shifty Records, 1987 met Johnny Fourie, Jo Runde, Carlo Mombelli, Neill Ettridge)
- The Brothers Xhosa Nostra (Roots Records 1990, met  Ezra Ngcukana, Tete Mbambisa, Victor Ntoni, Lulu Gontsana)
- Mike Makhalemele, Duke Makasi, Barney Rachabane, René McLean, Winston Ngozi, Robbie Jansen African Summit (Kaz 1995)